# Essential Sudoku DS
Essential Sudoku DS è un videogame sviluppato da Essential Games e pubblicato da D3 Publisher per Nintendo DS.